# Klax
Klax är titeln på ett pusselspel utvecklat av Tengen. Spelet finns utgivet till ett antal olika konsoler, bland andra Atari Lynx.